# Pont de Faia
Pont de Faia és una obra de Gisclareny (Berguedà) inclosa a l'Inventari del Patrimoni Arquitectònic de Catalunya.

## Descripció
Pont sobre el riu Bastareny, afluent dret del Llobregat, ubicat a l'altre cantó d'un tossal on hi trobem la torre de Sta. Magdalena, el castell de Faia. Es tracta d'una estructura d'un sol arc de mida no gaire gran fet amb parament de pedra irregular, disposada en filades i unida amb morter i parcialment cobert de vegetació.

## Història
Actualment es troba en força mal estat, ja que en algun moment indeterminat es derruí parcialment i tan sols conservem l'estructura de l'arc.